# 兜唇带叶兰
兜唇带叶兰（学名：Taeniophyllum obtusum）为兰科带叶兰属下的一个种。

## 扩展阅读
- 維基物種上的相關：兜唇带叶兰